# ミュージック・オブ・ザ・サン
『ミュージック・オブ・ザ・サン』（原題: Music of the Sun）は、米国の女性歌手、リアーナによるデビュ－スタジオ・アルバムである。 
デフ・ジャム・レコードによって2005年8月30日にリリースされた。

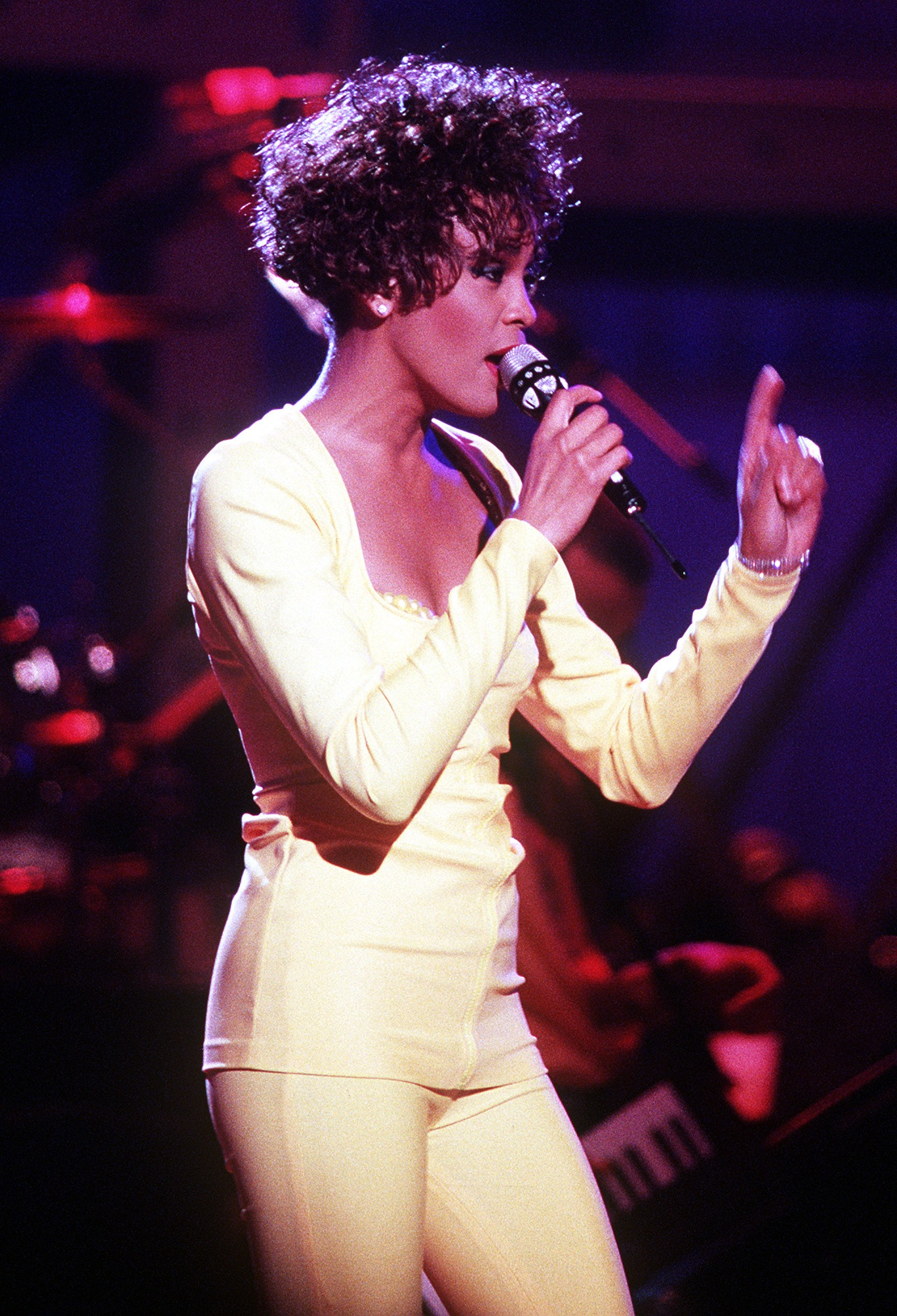
リアーナは、デフジャムとのレコード契約に署名する前に、当時のデフジャムのジェイZ会長の務めでホイットニー・ヒューストンの「フォーザラブオブユー」のカバーを務めた.

## 概要
アルバムの制作には、 Evan Rogers、カール・スターケン、Poke and Tone、Dwayne "Supa Dups" Chin-Quee、スターゲイトなどの他の音楽プロデューサーが参加した。アルバム・ゲストには、エレファント・マン、ヴァイブス・カーテル、カーディナル・オフィシャル、J-ステイタス等が参加した。 
アルバムは初週、US Billboard 200で10位、US Top R＆B / Hip-Hop Albumsで6位を獲得。さらに、ドイツ、ニュージーランド、スイス、イギリスのアルバムチャートの上位40以内にチャ－トインした。アメリカでは50万枚以上を売り上げ、米国レコード産業協会（RIAA）からゴールド認定を受けた。
「ポン・デ・リプレイ」は、US Billboard Hot 100で2位を獲得、「イフ・イッツ・ラヴィン・ザット・ユー・ウォント」はUS Dance Club Songsで1位を獲得した。  

## トラックリスト

### シングル
- 1st「ポン・デ・リプレイ」2005年5月24日 / Billboard Hot 100 最高2位
- 2nd「イフ・イッツ・ラヴィン・ザット・ユー・ウォント」2005年8月30日 / US Dance Club Songs 最高1位

### 収録曲
1. ポン・デ・リプレイ
2. ヒア・アイ・ゴー・アゲイン feat.J-ステイタス
3. イフ・イッツ・ラヴィン・ザット・ユー・ウォント
4. ユー・ドント・ラヴ・ミー(ノー、ノー、ノー) feat.ヴァイブス・カーテル
5. ザット・ラ、ラ、ラ
6. ザ・ラスト・タイム
7. ウィリング・トゥ・ウェイト
8. ミュージック・オブ・ザ・サン
9. レット・ミー
10. ラッシュ feat.カーディナル・オフィシャル
11. ゼアズ・ア・サグ・イン・マイ・ライフ feat.イントロ BY J-ステイタス
12. ナウ・アイ・ノウ
13. ポン・デ・リプレイRemix feat.エレファント・マン　ボーナストラック
14. シュド・アイ feat.J-ステイタス　ボーナストラック
15. ヒプノタイズド　ボーナストラック